# Буревісник
Буревісник' (Puffinus) — рід морських птахів середнього розміру.
Представники роду — довгокрилі птахи, із темно-коричневою або чорною верхньою частиною тіла і від білого до темно-коричневого низом. Більшість часу за межами сезону розмноження проводять у відкритому морі, поширені в помірному поясі та полярних водах по всьому світу.
Також живе буревісник численними колоніями на рифах Крайньої Півночі Атлантичного океану. Дорослі птахи добувають їжу у відкритому морі, пірнаючи на глибину до 70 м, де виловлюють маленьких рибин, якими живляться.[джерело?]

## Види
Рід нараховує 21 вид:
- Буревісник острівний (Puffinus nativitatis)
- Буревісник малий (Puffinus puffinus)
- Буревісник східний (Puffinus yelkouan)
- Буревісник балеарський (Puffinus mauretanicus)[3]
- Буревісник бонінський (Puffinus bryani)[4]
- Буревісник каліфорнійський (Puffinus opisthomelas)
- Буревісник гавайський (Puffinus auricularis)
- Буревісник молокайський (Puffinus newelli)[5]
- Буревісник рапайський (Puffinus myrtae)[6]
- Буревісник австралійський (Puffinus gavia)
- Буревісник Гутона (Puffinus huttoni)
- Буревісник екваторіальний (Puffinus lherminieri)
- Буревісник каріамуріанський (Puffinus persicus)[7]
- Буревісник реюньйонський (Puffinus bailloni)[8]
- Буревісник галапагоський (Puffinus subalaris)[9]
- Буревісник японський (Puffinus bannermani)[10]
- Буревісник Гейнрота (Puffinus heinrothi)
- Буревісник-крихітка каприкорновий (Puffinus assimilis)[11]
- Буревісник-крихітка тристанський (Puffinus elegans)[12]
- Буревісник канарський (Puffinus baroli)[13]
- Буревісник архіпелаговий (Puffinus boydi)[14]